# Seznam slovenskih lutkarjev
Seznam slovenskih lutkarjev.

## A
Dušan Accetto - Andrej Adamek - Miha Arh - Dušan Arzenšek - Andr(ej)a Avčin

## B
Ada Bačar - Maja Bavdaž - Marijan Belina? - Branko Bergant - Tjaša Bertocelj - Miha Bezeljak - Nika Bezeljak - Mateja Bizjak Petit - Gabijela Bodlaj - Berta Bojetu-Boeta - (Zlatko Bourek) - Klemen Bračko - Nives Bratina-Furlan - Aleksandra Bregar-Gregorc - Milan Brezigar - Karel Brišnik - Marinka Bučar - Barbara Bulatović

## C
Branko Caserman-Pipec - Petra (Lučka) Caserman - (Mojca Cerjak) - Laci Cigoj - Igor Cvetko - Jerca Cvetko

## Č
(Špela Čadež) - Bojan Čebulj - Darka Čeh - Milan Čenčur - Alice Čop - 
Kajetan Čop - Krista Čubej - Lucija Ćirović

## D
Maksimiljan Dajčman - Mile De Gleria - Danijel Demšar -
Polde Dežman - Franci Divjak-Štef - (Janez Dobeic) - Zora Dobeic -
Milenko Doberlet -
Saša Dobrila - Anja Dolenc - (Milena Dolgan) -
Peter Dougan - Lučka Drolc (Lucija Drolc Uršič) - Ana Duša?  

## E
(Darka Erdelji - Saša Eržen)

## F
Marija Feinig - Agata Freyer -

## G
Franc Gajeta - Matjaž Geder - Alenka Gerlovič - Matija Glad - (Vito Globočnik) - Veronika Gnidovec? - Janez Godec - Karla Godič - Tin Grabnar - Matevž Gregorič - Rihard Grilc - Lucija Grm Hudeček - 

## H
Talal Hadi - Drago Hasl - Petra Hawlina Pikalo - Jože Hermanko? - Urška Hlebec - Ciril Hočevar - Slavko Hočevar - Dušan Hrovatin (tudi lutkovni filmski animator) - Breda Hrovatin Vintar

## I
Vojeslav Ipavec - Jera Ivanc

## J
Ciril Jagodic - Barbara Jamšek -
Gašper Jarni - Janez Jemec - Iztok Jereb - (Anton Jezovšek) - Saša Jovanović -
Metka Jurc -

## K
Janez Kadiš - Katja Kähkönen - Vida Kastelic - Uroš Kaurin - Marko Kavčič? - Nataša Keser - Darinka Kladnik - Katarina Klančnik Kocutar -
Milan Klemenčič - Savo Klemenčič -
Aja Kobe - Viljem Kohne - Tatjana Kolar - Boris Kononenko - Sonja Kononenko - Tinca Kordan - Uroš Korenčan - Helena Korošec - Albert Kos (1948-2022) - Stane Košir - Silvo Košutnik ml. - Andreja Kovač - Vekoslav Kovač (1890-1971) - Lojze Kovačič - Tilen Kožamelj - Simona Krajger - (Mara Kralj) - Jaka Kramberger - Mojca Kreft - Aljoša Križ - (Tomaž Kržišnik) - Boris Kuburič - Maja Kuhar -
Saša Kump - Marjan Kunaver - Rok Kunaver - Maja Kunšič - Niko Kuret - Peter Kus

## L
Bojan Labovič - (Ivan Lah) - Jure Lajovic - (Jože Lašič) - (Lojze Lavrič) - Žiga Lebar - Igor Likar - Branko Lipnik - Minka Lipovec - Tone Ljubič - Matjaž Loboda - Ava Lokošek - Sebastijan Lukovnjak - Iztok Lužar - Tanja Lužar

## M
Edi Majaron - Zdenko Majaron - Majda Majaron (r. Podvršič) - Svetlana Makarovič - Marijan Manček - Alenka Marinič - Bojan Maroševič? - Mario Marsič - Helena Maruško - Martina Maurič Lazar - Lea Menard - Matija Milčniski - Ana Marija Mitić - Dušan Modic - Rado Mužan - Matevž Müller

## N
Karmen Novak

## O
Tatjana Oblak Milčinski - (Nadja Ocepek) - Franci Ogrizek - Tina Oman - Silvan Omerzu - Boris Orel - Iuna Ornik - Melita Osojnik - Mojca Osojnik

## P
Mojca Partljič - Svetlana Patafta - Metod Paternost - Mojca Pavlič Drnovšek - Ajša Pengov (&Božo Pengov) -
Jože Pengov - Brigita Perhavec - Petra Petan - Zoran Petrovič - Maja Pihler - Petra Pikalo - Alenka Pirjevec - Tadej Pišek? - Breda Piškur - Majda Podvršič por. Majaron - Vittorio Podrecca - Dušan Povh - Katja Povše - Bojan Pretnar-Kaličopko - Bernard Pungerčič (Sneška P.& Lea P.) - Marjan Pungartnik - (Frane Puntar)

## R
Borko Radešček - Ognjen Radivojević? - Tamara Raftović Loštrek - Irena Rajh - Judita Rajnar - Slavko Rakuša Slavinec - Mojca Redjko - Mitja Ritmanič - Matej Rode? - Ajda Roos - (Dragica Ropret Žumer-kamišibajkarka) -Yulia Roschina - Jožica Roš - (Aleksander Rot) - Vito Rožej - Branko Rudolf?

## S
Zala Sajko - Primož Seliškar - Cveto Sever - Marjan Sežun - Daša Simčič? - 
Nace Simončič - 
Jelena Sitar - Nina Skrbinšek -  Václav Skrušný - Vesna Slapar - Jernej Slapernik -  Uroš Smasek? - Brane Solce - Matija Solce - Nika Solce Mihevc - Erik Spitzer? - (Zoran Srdić) - Vera Stich - Boris Stres (1907-2005) - Jana Stržinar? - (Barbara Stupica)

## Š
Robert Šabec - Cvetko Ščuka - Sabina Šinko - Črt Škodlar - Jasna Škrinjar - Matjaž Šmalc - Helena Šobar Zajc - Jože Šorn (lutkar) -  Ana Špik - (Luj Šprohar)? - (Janko Štefe-lutkovni scenograf) - (Bina Štampe Žmavc) - Zala Ana Štiglic - Martina F. Štirn (Martina Fukuhara Štirn) - Andrej Štular - (Ive Šubic) - Aco Šunjić - (Mateja Šušteršič) -

## T
(Viktorija Tekstor) - Alenka Tetičkovič - Alja Tkačev - Ajda Toman - Ida Trček - Uroš Trefalt - Janko Trošt - Danilo Trstenjak - 

## U
Ana Urbanc

## V
Ajda Valcl - Breda Varl - Tine Varl - Marko Velkavrh - H. Verdel? - Janko Vertin - Nadja Vidmar-Markovčič - Sten Vilar - Breda Vintar (Hrovatin) - Anže Virant - Blaž Vižintin - Brane Vižintin - Ivan Vlahovič - Alenka Vodiškar - Brina Vogelnik -  Eka (Alenka) Vogelnik -
Elena Volpi - Vesna Vončina -   (Melita Vovk) - Danilo Vranc

## W
Robert Waltl - Hinko Wilfan

## Z
Benjamin Zajc - Helena (Šobar) Zajc - Jože Zajec - Jan Zakonjšek - Jože Zalar - Anže Zevnik -
Joso Zidarič - Irena Zubalič - Andreja Zupančič - Breda Zupančič - Dunja Zupanec

## Ž
Andrej Žvan (1901)